# Цехановецкий, Григорий Матвеевич
Григорий Матвеевич Цехановецкий (1833—1898) — русский учёный-экономист, ординарный профессор, ректор Императорского Харьковского университета (1881—1884).

## Биография
Родился в Черниговской губернии в семье обер-офицера. Образование получил в Нежинской гимназии, затем учился в Киеве — на историко-филологическом факультете университета Св. Владимира, который окончил в 1855 году со степенью кандидата. По окончании университета преподавал в Нежинской гимназии. а после защиты в 1859 году магистерской диссертации «Значение Адама Смита в истории политико-экономических систем» (1859) получил должность адъюнкта в Киевском университете на кафедре политической экономии и статистики. Одновременно стал преподавать всеобщую историю в Киевском институте благородных девиц и статистику в кадетском корпусе.
В 1862 году был командирован за границу и по возвращении избран экстраординарным профессором университета. В 1869 году защитил докторскую диссертацию «Железные дороги и государство. Опыт исследования в важнейших предметах экономии и политики железных дорог», в которой одним из первых указал на необходимость вмешательства государства в железнодорожное хозяйство. После защиты избран ординарным профессором по кафедре политической экономии и статистики Киевского университета. В 1871 году избран проректором университета.
В 1872 году вновь командирован за границу и по возвращении в 1873 году перешёл в Императорский Харьковский университет на должность ординарного профессора по кафедре политической экономии, где и преподавал до своей смерти в 1898 году. Секретарь юридического факультета Харьковского университета (1875—1881). Избран ректором Харьковского университета (1881), но с введением нового университетского устава отказался от этой должности (1884). В 1884—1885 годах вновь был в заграничной командировке.
Известен как автор произведений о железнодорожном хозяйстве, выступал как сторонник активной роли государства в этой области. Кроме диссертаций, напечатал в «Киевских Университетских Известиях» 1866 г. «Краткий обзор политической экономии». Г. М. Цехановецкий писал очень мало, но среди профессоров пользовался большим уважением, как человек огромной эрудиции, разносторонне образованный, гуманный и отзывчивый, учитель-руководитель юношества в лучшем, высшем значении слова, не допускавший компромиссов.
Вместе с Владиславом Франковским, стал первым дарителем книг для новосозданной Харьковской общественной библиотеки.
Награждён орденами Святого Владимира IV степени; Святой Анны II степени; Святого Станислава II степени.
Умер 28 февраля (12 марта) 1898 года. Харьковский университет поставил на его могиле  памятник.